# Dalita
Dalita Tuba Cengiz դալիտա տըբա գէնքիզ (2 de febrero de 1999, Tarabya, Estambul) es una cantante armenia que representó a su país en el Festival de Eurovisión Junior 2011 con la canción "Welcome to Armenia" quedando en quinta posición.

## Biografía
La joven, que vive en Ereván, ya participó con 6 años en varios concursos de belleza. Es también practicante de natación y tenis.

## Carrera
Dalita llevó la partida "News Kids" en el programa televisivo "Good Morning Armenia".
Fue corresponsal en la televisión «ATV».
En 2010 participa en "talento oculto", el programa que muestra sus habilidades avanzó a las semifinales. Tomó parte en el concierto de gala. Actuó en varios episodios de la serie "shilashpot" en el canal "Shant".
En la revista juvenil "sí" tiene su propia página con el título "Dalita y amigos".
Actuó en el teatro estudio Artashes Alexanyan en la obra "El juicio de los armenios - la corte de toda la humanidad", y también apareció en el "serial Kargin".

## Premios
- 2005 - ganó el concurso de belleza "Miss Armenia".
- 2006 - ganó la nominación "anuncio Miss".
- 2007 - ganó el "concurso-festival nacional, Spendaryana Alexander, jóvenes artistas de música". Ganó el título de "talento Miss".
- 2008 - se convirtió en propietaria del certificado de "miembro honorario" de la manifestación de la contribución única del concurso "Miss & Mister Mundo".
- 2009 - ganó su primer premio en el concurso "Caña Dorada", ganó el modelo "Miss Top 2009".
- 2009 - 2010 - ganó el primer lugar en la "competencia de baie armenio".
- 2010 - participaron en la fase de clasificación para el Festival de Eurovisión Junior y estuvo en el top cinco.
- 2011 - ganó títulos de "Best Hit". Ganó en la fase de clasificación de Eurovisión Junior en Armenia, representó al país.
- 2012 - Se le otorga el título de "Little Singer of the Year".